# Libación

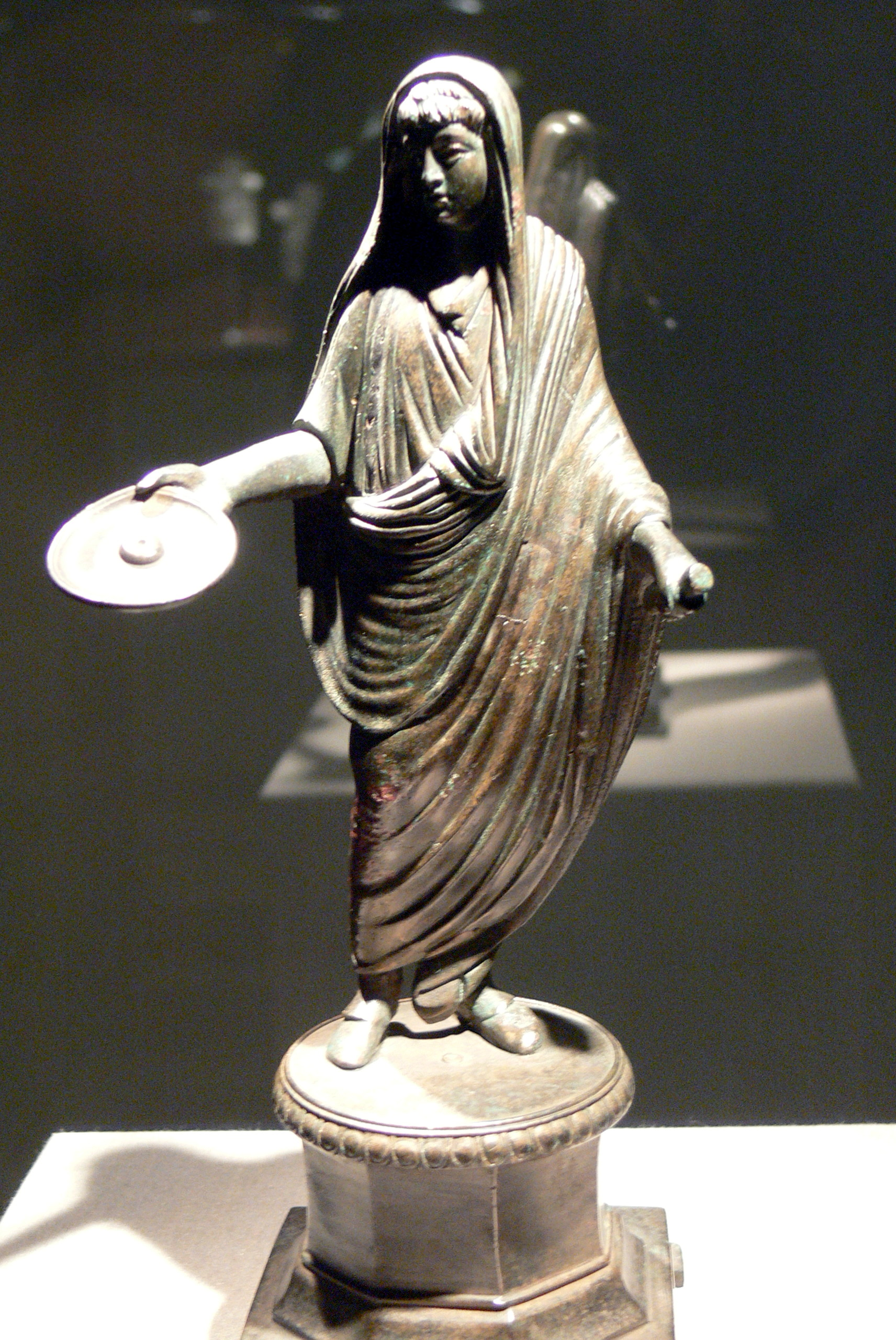
Estatuilla de bronce romana de un sacerdote con la cabeza cubierta que extiende una pátera en gesto de libación, perteneciente al o.

La libación (del latín libatio, griego λοιβή o σπονδή) es un ritual religioso o ceremonia de la Antigüedad que consistía en la aspersión de una bebida en ofrenda a un dios. Los líquidos ofrecidos en las libaciones eran variados, normalmente de vino sin mezclar, leche, miel o hidromiel, aceite, cerveza u otros líquidos, incluso agua pura, que se vertían en el suelo. 
Fue muy practicada en las religiones de la Antigüedad: griega, romana, judaica:

Y Jacob levantó un monumento en el lugar en el que Yavé le había hablado; un monumento de piedra, sobre el cual hizo una libación y vertió aceite.
Génesis 35, 14

## Lugares, líquidos y recipientes

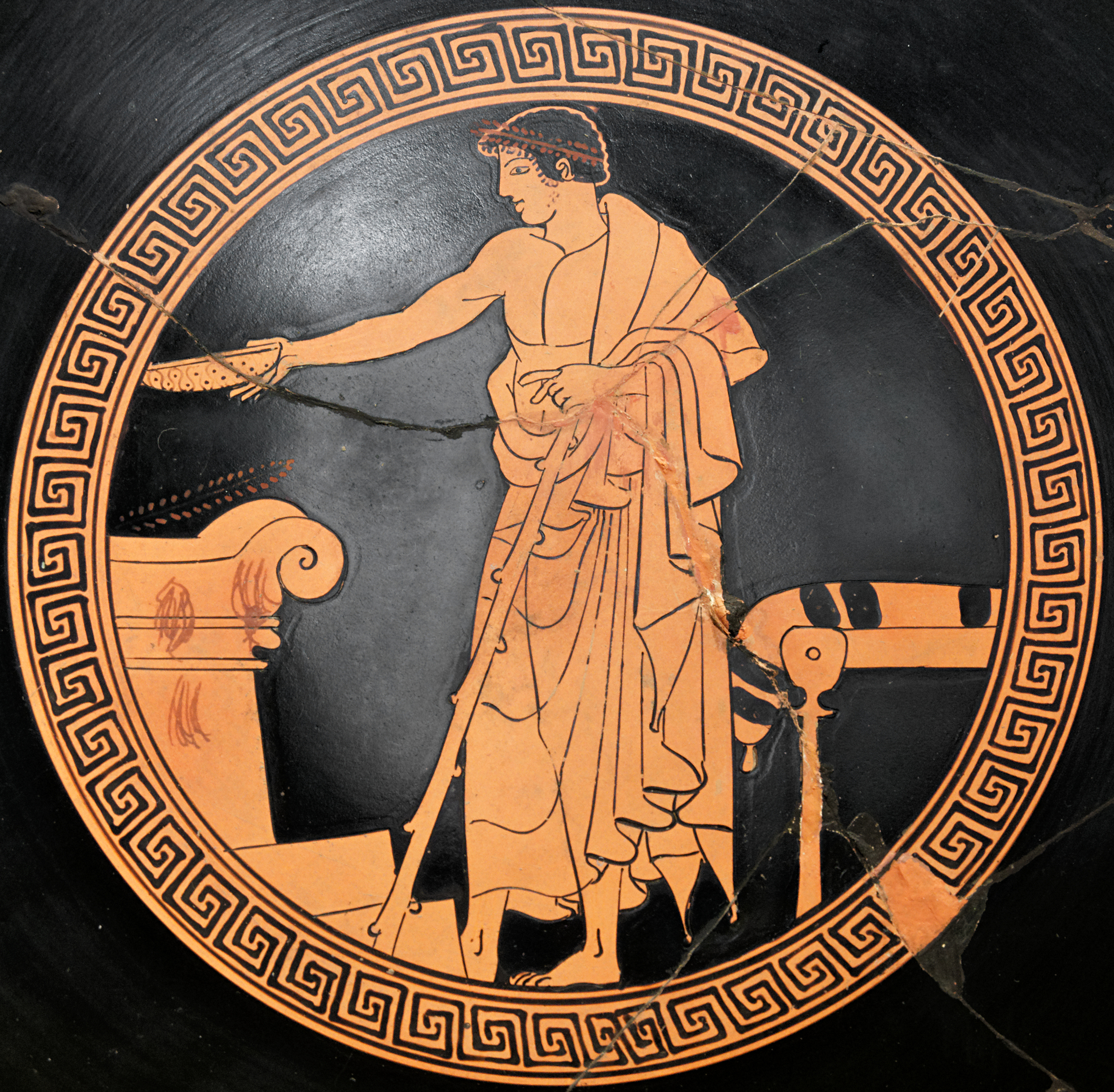
Una escena de libación sobre un altar de un kílix ático en cerámica con figuras rojas, alrededor del 480 a. C., Louvre (Inv. G149).

El líquido, contenido en una pequeña bandeja o plato (la pátera romana o la fíala griega, pero también el guttus o el ritón) era esparcido en algo que tuviera un valor sagrado o simbólico, como un altar o una piedra. Los romanos lo hacían además cubriéndose la cabeza con un pliegue de la toga, en señal de pietas o religioso respeto. En estos como en otros casos el sitio de la ofrenda era un altar, o el ónfalo délfico, signos evidentes de un destino divino. 
Pero también se podría ofrecer en la tierra o sobre la calle, como ofrenda para la Tierra misma, a los difuntos o divinidades infernales.
En el ámbito del sacrificio cruento de la Grecia antigua, la libación se usaba para extinguir la llama sobre el altar sacrificial antes de iniciar la parte profana del rito. En casos como este se puede también conjeturar que la evaporación del líquido implicaba su elevación hacia los dioses celestiales, e iba acompañada de una oración o un voto. También se podía realizar en cualquier momento del día para invocar la benevolencia divina y, durante los banquetes, cerraba la cena (δεῖπνον / deĩpnon) o comenzaba la sesión de bebida (πότος / pótos). Teofrasto lo describe como un "brindis en honor del daimon o genio bueno". Ya en el mundo cristiano, en el Apocalipsis las siete copas finales con que se vierte la ira de Dios (Apocalipsis, XVI, 1) son en realidad fíalas, es decir, bandejas de libación.
Diversos podían ser los líquidos usados en las libaciones: muchas veces vino, pero también agua, leche, miel, aceite de oliva y, en India, el ghi o mantequilla india. El empleo de líquidos como el aceite hace difícil la definición de los tipos de líquidos que se utilizaban, pues evidentemente no se trata de una bebida. 
Los recipientes destinados a este uso ritual, incluida la pátera romana, a menudo tenían una forma peculiar que las distinguía de las de uso común. En el ámbito griego eran muy usadas la kílix o la phiale o fíala que, gracias también a su longitud y poca profundidad, se prestaban particularmente a la dinámica del gesto ritual. Asimismo se empleaban imágenes de la libación con el kántharos de los rituales dionisíacos.

## La deposición ritual

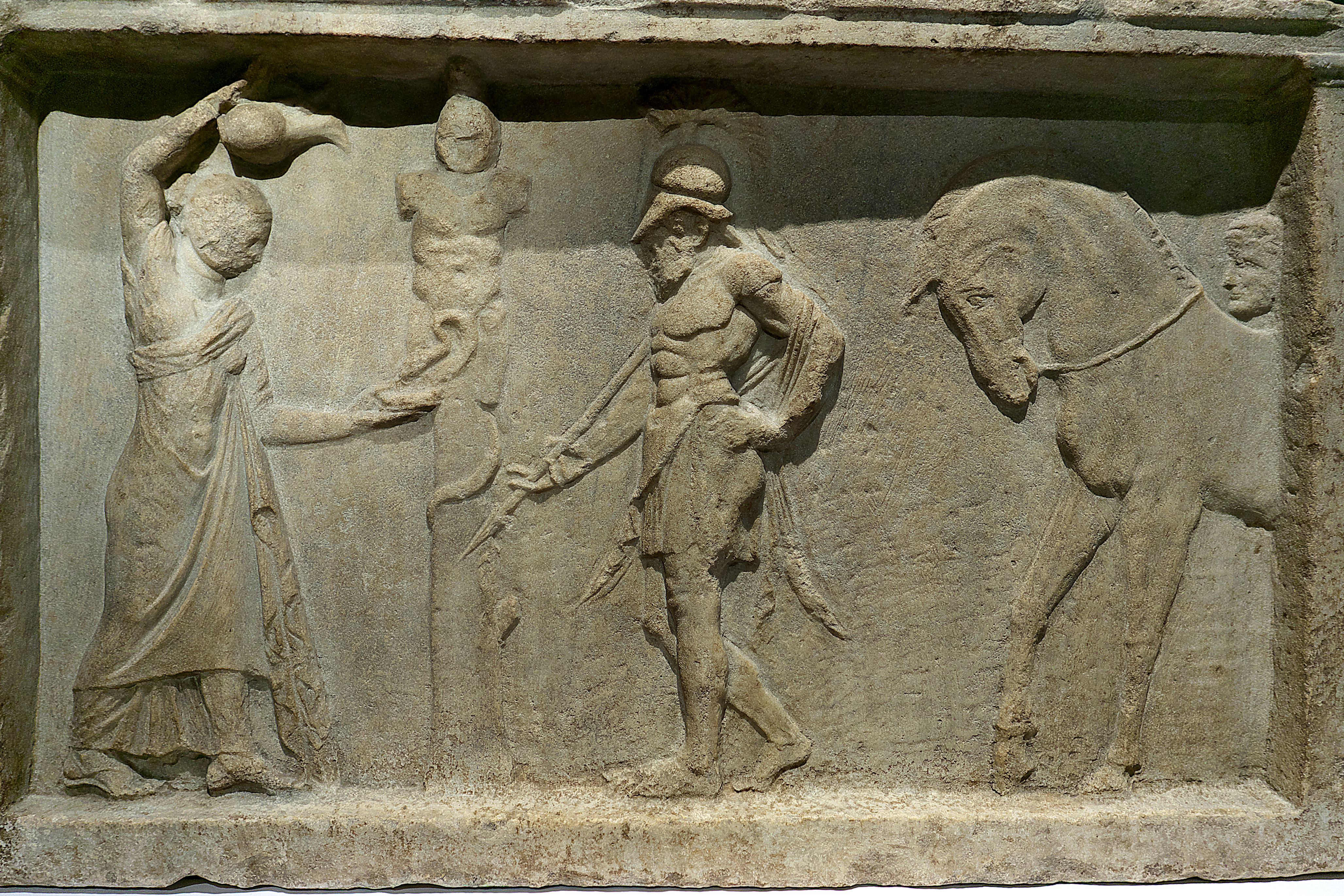
Libación en un relieve del Museo Británico

Hay evidencias textuales que testimonian el uso de ofrecer los instrumentos utilizados para la libación a través de un gesto de deposición ritual. Un ejemplo se tiene en las descripciones que Heródoto hace de la copa de oro libatoria ofrecida por Jerjes al mar en el contexto ritual de la consagración del puente de barcas sobre el Helesponto como gesto de reparación por la flagelación del Helesponto. Una codificación precisa del gesto se encuentra en las Tablas eugubinas.
Las mismas tabulae codifican además la práctica de hacer añicos los recipientes antes de su deposición ritual en fosas, según una costumbre bastante atestiguada, como si quisieran evitar tanto una reutilización sacrílega o que se perdieran. Esta costumbre encuentra notables confirmaciones arqueológicas en depósitos en los que se han hallado restos o pedazos que se quedaban tras celebraciones o ritos como banquetes o libaciones. Algunas veces los trozos, a modo de complicación para que sean recompuestos o reusados, aparecen con mezclas de fragmentos de otros recipientes. Una característica interesante de estos hallazgos es la imposibilidad de reconstruir integralmente la forma de los objetos encontrados a causa de la falta constante de algunos fragmentos. Una circunstancia que no puede ser atribuida a la casualidad pero que podría relacionarse sea con la intención de que no fueran reusados o según una lógica de sacrificio que todavía no se ha podido aclarar.

## Las fuentes textuales del mundo griego

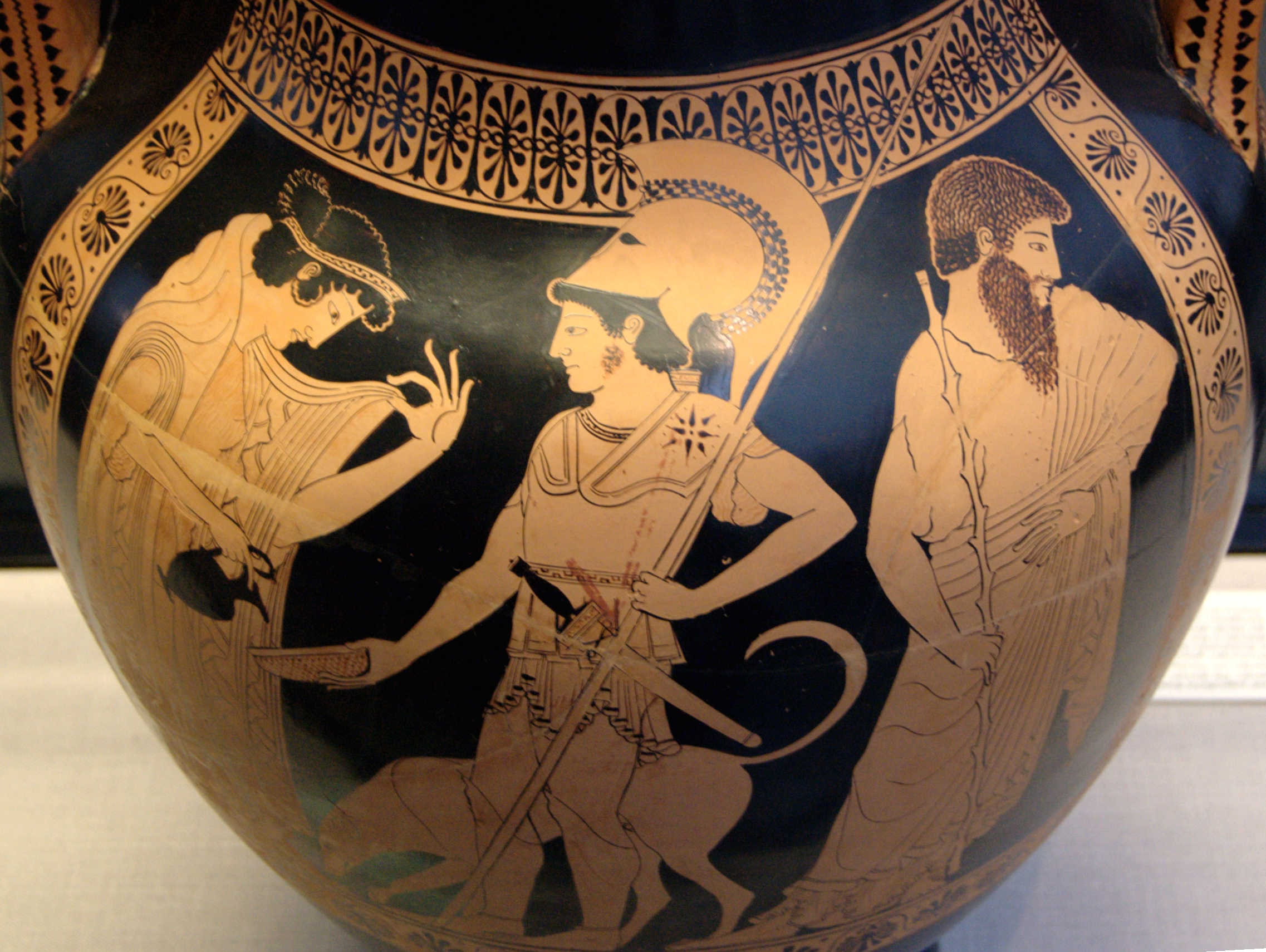
Partida de un hoplita: el ritual de libación. Ánfora de figuras rojas.

Son frecuentes las referencias al uso de libaciones en el mundo griego, atestiguadas sea en las pinturas en cerámica como en las fuentes escritas. Eurípides, por ejemplo, en sus Bacantes, describe las trágicas consecuencias de la exclusión de algunas divinidades de las libaciones. Es un tema común en varias tragedias. Una mezcla de sustancias: miel y leche, pero también vino, agua, harina de cebada usa Odiseo para invocar la venida de las almas, en su célebre descenso al Hades.
En la Ilíada, Aquiles -tras llenar una copa de vino- ofrece la libación a los dioses, invocando la protección sobre Patroclo que irá a la batalla. El tema de la libación como gesto propiciatorio antes de partir a una batalla o en los rituales de vestido de un guerrero, aparece varias veces en la cerámica.
La libación era además una parte importante de las prácticas del simposio, como oferta de las primicias asistida por reglas precisas, dirigida a determinadas divinidades y acompañada por típicas invocaciones.
Se ha dado algún problema interpretativo para las representaciones de un dios que ofrece una libación como en el caso de Apolo tocando la lira. En algunos casos, no está claro si se trata de Dioniso que recibe el vino para efectuar una libación (de manera análoga al guerrero que parte para el combate) o si en cambio simboliza la libación que alcanza al dios destinatario. 
En su Pneumática, Herón de Alejandría describe incluso un mecanismo para automatizar el proceso usando el fuego del altar para mover aceite de las copas de dos estatuas.

## Variantes
Un holocausto siempre es acompañado de una libación de vino.
En la antigua Grecia, al comienzo de un banquete o simposio se vertía un poco de vino sin mezclar sobre el suelo para el daimón fuera favorable. Normalmente, se mezclaba el vino en tres recipientes (cráteras), y al menos en Atenas se vertía una libación de cada uno de ellos a Zeus, a los dioses del Olimpo, a los héroes y a Zeus Sóter (el salvador).
Los textos griegos antiguos mencionan a menudo la libación (sponde) acompañada de una oración o de un voto.
En su Carta a los romanos, Ignacio de Antioquía compara el martirio de los cristianos a una libación.
En África también se realizaba, pero con una especie de cerveza de mijo o sorgo, la elaboraban un año después del luto y la compartían los vivos bebiéndola.